# Angus T. Jones
Angus Turner Jones (Austin, 8 oktober 1993) is een Amerikaans acteur. Hij won zowel in 2004 als 2006 een Young Artist Award voor zijn rol als Jake Harper in de sitcom Two and a Half Men. Voor diezelfde prijs werd hij ook in 2002 (voor de filmkomedie See Spot Run), 2003 (voor de dramafilm The Rookie ) en 2008 (voor Two and a Half Men) genomineerd. Jones maakte in 1999 als vijfjarige zijn film- en acteerdebuut in de tragikomedie Simpatico.

## Prijzen
Young Artist Awards
- 2004 - Categorie Televisie: Beste acteur van 10 jaar of jonger
- 2006 - Categorie Televisie: Beste jonge mannelijke bijrol